# 테아르체시

테아르체 시의 위치

테아르체시(마케도니아어: Општина Теарце, 알바니아어: Komuna e Tearcës)는 마케도니아 공화국 북서부에 위치한 지방 자치체로 행정 중심지는 테아르체이며 면적은 136.54km2, 인구는 22,454명(2002년 기준)이다. 북쪽으로는 코소보와 국경을 접하며 동쪽과 남쪽으로는 예구노프체 시, 서쪽으로는 테토보 시와 접한다.